# Kirche zur Heiligen Dreifaltigkeit (Aleppo)

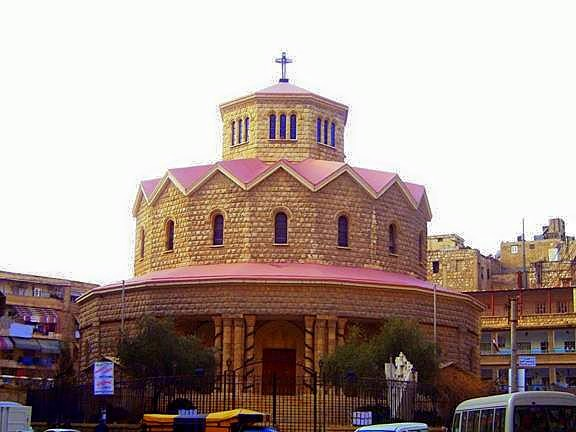
Hl.-Dreifaltigkeits-Kirche

Die Kirche zur Heiligen Dreifaltigkeit (armenisch Սուրբ Երրորդութիւն Եկեղեցի Surp Jerrortutjun, arabisch كنيسة الثالوث الأقدس), auch Swartnoz (Զվարթնոց, nach dem historischen Ort in Armenien) genannt, ist ein armenisch-katholisches Kirchengebäude im Viertel el-Midan der nordsyrischen Stadt Aleppo.
Die Kirche wurde vom Architekten Pascal Paboudjian (oder Baboudjian) im Jahre 1965, also zum 50. Jahrestag des Völkermords an den Armeniern errichtet. In diesem Jahr fanden die Armenierproteste in der damals sowjetischen Stadt Jerewan statt. Seitdem wird des 24. Aprils (der Tag der Massenverhaftung und Folterung armenischer Intellektueller 1915) als Völkermordgedenktag gedacht.
Im Jahre 1990 wurde die Kirche renoviert. Die Rundform der Kirche soll an die historische Kathedrale von Swartnoz in Armenien erinnern. Neben der Kirche befindet sich die Swartnoz-Schule, die im Arabischen als Madrasat al-Faraḥ (مدرسة الفرح, „Schule der Freude“) bekannt ist. Sie gehört zur armenischen Prälatur von Aleppo und wird vom Kindergartenalter bis zur 12. Klasse betrieben.